# Mark-Ulrich von Schweinitz
Mark-Ulrich von Schweinitz fue un diplomático alemán.
- En 1970 ingresó al Servicio de la exterior.
- De 1970 a 1973 fue empleado en Saigón, (Vietnam del Sur).
- De 1973 al 24 de abril de 1975 (Asalto a la embajada alemana en Suecia) fue cónsul en Estocolmo.
- Con escaleras de mano, por las ventas salió el personal de la embajada de los primer y segundo piso. En la portería suena el teléfono: »Aquí el comando Holger Meins«, explicó uno de los autores ante el portero. »Dile a la policía de que deben abandonar el edificio, si no el agregado militar sería matado. « Quince minutos más tarde, los autores llamaron de nuevo en la casa del portero. »Si la policía no sale la embajada en menos de media hora,« proclamó uno de los autores a un oficial de policía que habla alemán, »se disparó el agregado militar .« La policía no se retira, Comisionado Bertil Ledel llamó: »No pensamos en salir.«. Los autores repitieron varias veces su amenaza de matar al agregado militar. Para mostrar, que son serios, obligándolos el agregado militar Andreas von Mirbach en el tercer piso, a la barandilla de la escalera. Miró hacia abajo, al Cónsul Mark-Ulrich von Schweinitz.»Herr von Schweinitz,« llamó con voz angustiada, »las personas armadas de detrás de mí , me han pedido específicamente a decir que iba a ser disparado, si no se desalojó la embajada hasta las 14.00 horas.«
- De 1978 a 1982 fue Encargado de negocios en Asunción, (Paraguay).
- De 1982 a 1985 tenía Exequatur como cónsul en Viena, (Austria).
- De 1989 a 1991 fue embajador en Maseru, (Lesoto).
- De 1992 a 1996 fue Encargado de negocios en Lima, (Perú).
- De 1986 a 1999 tenía Exequatur como cónsul General en Tesalónica, (Grecia).
- De 1999 a 2003 reemplazó Flotillenadmiral a.D. Jörg-Eckart Reschke como director adjunto del Academia Federal de Estudios de Seguridad.
- De 2003 a 2005 fue embajador en Uagadugú, (Burkina Faso).